# Subaru
 Denne artikel omhandler et bilmærke. Opslagsordet har også en anden betydning, se Subaru (flertydig).
Subaru (Japansk for Plejaderne) er et japansk bilmærke, som blev grundlagt 15. juli 1953, og som fremstilles af Fuji Heavy Industries.
Subaru er specielt kendt for deres boksermotorer og firehjulstrækkere.

## Tidslinje
- 1946: Fuji Sangyo fremstiller en scooter, som kaldes "Rabbit".
- 1953: Selskabet Fuji Heavy Industries Ltd. og bilmærket Subaru oprettes.
- 1954: Den første bilmodel, P1, introduceres i februar.
- 1958: Bilmodellen 360 introduceres i marts.
- 1965: Japans første serieproducerede, forhjulstrukne bil, Subaru 1000, introduceres.
- 1971: Firehjulstrækket introduceres.
- 1973: Subaru Leone 4WD Station Wagon introduceres i Sverige.
- 1977: Subaru Pick-up introduceres.
- 1984: Subaru Justy introduceres.
- 1985: Subaru Colombus introduceres.
- 1989: Subaru Legacy introduceres som afløser for Leone.
- 1991: Subaru SVX introduceres.
- 1992: Subaru Impreza introduceres.
- 1996: Subaru Forester introduceres.
- 2006: Subaru B9 Tribeca introduceres.

## Subaru-modeller
- Subaru 360
- Subaru 1000
- Subaru 1400
- Subaru Alcyone/XT
- Subaru Baja
- Subaru BRAT
- Subaru B9 Tribeca
- Subaru Columbus
- Subaru FF-1 G
- Subaru FF-1 Star
- Subaru Forester
- Subaru Impreza
- Subaru Justy
- Subaru Trendy
- Subaru Legacy
- Subaru Leone
- Subaru GL/DL/Loyale
- Subaru Outback
- Subaru Pleo
- Subaru R1
- Subaru R2
- Subaru Rex
- Subaru Sambar
- Subaru Traviq
- Subaru Vivio